# Anita Kwiatkowska
Anita Kwiatkowska z d. Chojnacka (ur. 5 marca 1985 w Pile) – polska siatkarka grająca na pozycjach przyjmującej i atakującej, reprezentantka kraju. 
Anita zaczęła uprawiać siatkówkę w wieku 11 lat. Jej pierwszym trenerem był Adam Grabowski. Następnie trenowała z drugim zespołem Nafty Piła pod okiem Artura Pyszewskiego oraz reprezentowała barwy Sparty Złotów w Mistrzostwach Polski młodziczek. W trakcie nauki w Szkole Mistrzostwa Sportowego w Sosnowcu występowała w trzeciej, drugiej i pierwszej lidze serii B oraz w młodzieżowych reprezentacjach Polski, z którymi osiągnęła swoje pierwsze sukcesy.
Po ukończeniu Szkoły Mistrzostwa Sportowego wróciła do PTPS Piła.

## Kluby
| Lata                  | Klub                       |                   |                   |                   |                   |                   |                   |                   |                   |                   |
| kariera juniorska     | kariera juniorska          | kariera juniorska | kariera juniorska | kariera juniorska | kariera juniorska | kariera juniorska | kariera juniorska | kariera juniorska | kariera juniorska | kariera juniorska |
| --------------------- | -------------------------- | ----------------- | ----------------- | ----------------- | ----------------- | ----------------- | ----------------- | ----------------- | ----------------- | ----------------- |
|                       | PTPS Piła                  |                   |                   |                   |                   |                   |                   |                   |                   |                   |
| 2000–2004             | SMS PZPS Sosnowiec         |                   |                   |                   |                   |                   |                   |                   |                   |                   |
| kariera seniorska     |                            |                   |                   |                   |                   |                   |                   |                   |                   |                   |
| 2004–2008             | PTPS Nafta-Gaz Piła        |                   |                   |                   |                   |                   |                   |                   |                   |                   |
| 2008–2009             | SKK Calisia Kalisz         |                   |                   |                   |                   |                   |                   |                   |                   |                   |
| 2009–2011             | KPSK Stal Mielec           |                   |                   |                   |                   |                   |                   |                   |                   |                   |
| 2011–2012             | Budowlani Łódź             |                   |                   |                   |                   |                   |                   |                   |                   |                   |
| 2012–2013             | Atom Trefl Sopot           |                   |                   |                   |                   |                   |                   |                   |                   |                   |
| 2013–2014             | Beef Master Budowlani Łódź |                   |                   |                   |                   |                   |                   |                   |                   |                   |
| 2014–2015             | Impel Wrocław              |                   |                   |                   |                   |                   |                   |                   |                   |                   |
| 2015–2018             | Enea PTPS Piła             |                   |                   |                   |                   |                   |                   |                   |                   |                   |
| 2022– (od 16.12.2022) | Empiria Orion Sulechów     |                   |                   |                   |                   |                   |                   |                   |                   |                   |

## Sukcesy klubowe
Mistrzostwo Polski:
- 2013
- 2006, 2007, 2008
- 2005

Puchar Polski:
- 2008
- 2006, 2013[2]

## Sukcesy reprezentacyjne
Mistrzostwa Europy kadetek:
- 2001[2]

Mistrzostwa Europy juniorek:
- 2002

Mistrzostwa świata juniorek:
- 2003

Letnia Uniwersjada:
- 2007[2]